# Solski c. Québec
Décision
La Charte de la langue française peut mettre des balises pour déterminer qui a accès à l'école anglaise. Ces balises doivent toutefois respecter le but de l'article 23 de la Charte canadienne qui est de garantir que la minorité anglophone ait accès à l'école anglaise.
Jugement complet
texte intégral
Solski (Tuteur de) c. Québec (Procureur général) est une décision de la Cour suprême du Canada relativement à la Charte de la langue française du Québec.
La Cour suprême juge qu'il est conforme à l'article 23 de la Charte canadienne des droits et libertés que la Charte de la langue française exige qu'un enfant ait passé la « majeure partie » de son éducation dans la langue anglaise pour pouvoir avoir accès à l'éducation anglaise subventionnée. Toutefois, la Cour décide que l'analyse de la « majeure partie » doit se faire de façon qualitative et non pas simplement quantitative. C'est-à-dire que le gouvernement du Québec doit tenir en compte plusieurs critères afin de déterminer si la majeure partie de l'éducation a été faite en anglais.
Ce jugement a créé la doctrine du parcours scolaire authentique. Cette doctrine impose au gouvernement de déterminer si un enfant à un parcours scolaire qui démontre de façon authentique sa volonté de faire partie de la minorité anglophone.